# Baldwin Cooke
Baldwin Cooke, detto Baldy (New York, 10 marzo 1888 – Los Angeles, 13 dicembre 1953), è stato un attore statunitense.

## Biografia
Con la moglie Alice, viaggiò molto per recitare in commedie musicali, insieme con l'amico Stan Laurel. Apparve anche in alcune commedie della coppia Laurel & Hardy. Cooke apparve anche nella serie Simpatiche canaglie, insieme a Charley Chase. Morì nel 1953 e venne sepolto nel Valhalla Memorial Park Cemetery, vicino alla tomba di Oliver Hardy.

## Filmografia parziale
- Marinai a terra (Two Tars) di James Parrott (1928) - Cortometraggio
- Tempo di pic-nic (Perfect Day) di James Parrott (1929) - Cortometraggio
- Concerto di violoncello (Berth Marks) di Lewis R. Foster (1929) - Cortometraggio
- Lavori forzati (The Hoose Gow) di James Parrott (1929) - Cortometraggio
- I ladroni (Night Owls) di James Parrott (1930) - Cortometraggio
- Sotto zero (Below Zero) di James Parrott (1930) - Cortometraggio
- Donne e guai - I polli tornano a casa (Chickens Come Home) di James W. Horne (1931)
- Andiamo a lavorare (One Good Turn) di James W. Horne (1931) - Cortometraggio
- Stanlio & Ollio eroi del circo - Il circo è fallito (The Chimp) di James Parrott (1932) - Cortometraggio
- Il compagno B (Pack Up Your Troubles) di George Marshall e Raymond McCarey (1932)
- Lui e l'altro - Anniversario di nozze (Twice Two) di James Parrott (1933) - Cortometraggio
- I figli del deserto (Sons of the Desert) di William A. Seiter (1933)
- La grande festa (Hollywood Party) di Charles Reisner (1934)
- Nel paese delle meraviglie (Babes in Toyland) di Gus Meins e Charley Rogers (1934)
- Stanlio & Ollio ereditieri (1935) - Film di montaggio
- La ragazza di Boemia - Noi siamo zingarelli (The Bohemian Girl) di James W. Horne e Charley Rogers (1936)
- Allegri Gemelli (Our Relations) di Harry Lachman (1936)
- Dopo l'uomo ombra (After the Thin Man) di W. S. Van Dyke (1936)
- Avventura a Vallechiara o Noi e... la gonna (Swiss Miss), regia di John G. Blystone, Hal Roach (1938)
- Uomini e topi (Of Mice and Men) di Lewis Milestone (1939)
- Questa donna è mia (I Take this Woman) di W.S. Van Dyke (1940)
- Rotta sui Caraibi (Ship Ahoy) di Edward Buzzell (1942)